# The Verge
The Verge és un lloc web de notícies tecnològiques nord-americà operat per Vox Media, que publica notícies, reportatges, guies, ressenyes de productes i podcast.
El lloc web es va llançar l'1 de novembre del 2011 i utilitza la plataforma de publicació multimèdia propietària de Vox Media, Chorus. El 2013, Nilay Patel va ser nomenada redactora en cap i Dieter Bohn redactora executiva; Helen Havlak va ser nomenada directora editorial el 2017. The Verge va guanyar cinc premis Webby l’any 2012, inclosos els premis a la millor escriptura (editorial), al millor podcast per The Vergecast, al millor disseny visual, al millor lloc d’electrònica de consum i a la millor aplicació de notícies mòbils.

## Història

### Orígens
Entre març i abril del 2011, fins a nou escriptors de Engadget, editors i desenvolupadors de productes, incloent l'editor en cap Joshua Topolsky, deixen la companyia AOL, la companyia darrere d'aquest lloc web, per iniciar un nou web sobre gadgets. Els altres editors que van marxar foren l'editor gerent Nilay Patel i els treballadors Paul Miller, Ross Miller, Joanna Stern, Chris Ziegler, així com els desenvolupadors de productes Justin Glow i Dan Chilton. A principis d'abril de 2011, Topolsky va anunciar que el seu nou lloc (sense nom, de moment) seria produït en col·laboració amb el lloc web de notícies esportives SB Nation, que debutaria a la tardor. Topolsky va lloar interès similar SB Nation en el futur de la publicació, incloent el que va descriure com les seves creences en el periodisme independent i el desenvolupament intern de les seves pròpies eines de distribució de continguts. Jim Bankoff, de SB Nation, va veure una superposició en la demografia dels dos llocs i una oportunitat per ampliar el model de SB Nation. Bankoff anteriorment va treballar a AOL el 2005, on va dirigir l'adquisició d'Engadget. Altres mitjans de comunicació van veure l'associació positiva tant per al personal de SB Nation com de Topolsky i negativa per a les perspectives d'AOL.
Bankoff, president i CEO de Vox Media (propietari de SB Nation), va dir en una entrevista del 2011 que, tot i que la companyia havia començat amb un enfocament esportiu, altres categories, inclosa la tecnologia de consum, tenien un potencial de creixement per a la companyia. El desenvolupament del sistema de gestió de continguts (CMS) de Vox Media, Chorus, va ser dirigit per Trei Brundrett, que més tard es va convertir en el director general d’operacions de la companyia.

### This Is My Next
Després de la notícia de la seva col·laboració sense nom amb SB Nation a l'abril de 2011, Topolsky va anunciar que el podcast d'Engadget organitzat per Patel, Paul Miller i ell mateix continuaria en un lloc provisional anomenat This Is My Next. L'agost de 2011, el lloc havia assolit el milió de visitants únics i 3,4 milions de pàgines vistes. A l’octubre de 2011, el lloc tenia 3 milions de visualitzacions úniques al mes i 10 milions de pàgines visualitzades en total. Time va incloure el lloc als seus millors blocs del 2011, qualificant el prototip de lloc d'"exemplar". El lloc es va tancar després d'iniciar-se The Verge l'1 de novembre, 2011.
L'11 de juny de 2014, The Verge va llançar una nova secció anomenada "This Is My Next", editada per l'ex editor David Pierce, com a guia del comprador d'electrònica de consum.

### Llançament
The Verge es va llançar l'1 de novembre de 2011, juntament amb l'anunci d'una nova empresa matriu: Vox Media. Segons la companyia, el lloc es va llançar amb 4 milions de visitants i 20 milions de pàgines vistes. En el moment de la sortida de Topolsky, Engadget tenia 14 milions de visitants. En general, Vox Media va duplicar els seus visitants fins a aproximadament 15 milions durant l'última meitat del 2012. The Verge comptava amb 12 antics membres d'Engadget treballant amb Topolsky en el moment del llançament. El 2013, The Verge va llançar una nova secció científica, Verge Science, amb l’exeditora de Wired Katie Drummond al capdavant. Patel va substituir Topolsky com a redactor en cap a mitjans del 2014. El periodista Walt Mossberg es va unir a l'equip d'edició de The Verge després que Vox Media adquirís Recode el 2015. El 2016, la publicitat del lloc web havia canviat d’anuncis de visualització, combinats amb el contingut dels articles, a associacions i anuncis ajustats a l’usuari.

### 2016 – actualitat
Vox Media renovar el disseny visual de The Verge per al seu cinquè aniversari el mes de novembre del 2016. El logotip de The Verge presentava un triangle Penrose modificat, un objecte impossible. L'1 de novembre, The Verge va llançar la versió 3.0 de la seva plataforma de notícies, oferint un lloc web redissenyat juntament amb un nou logotip.
El setembre de 2016, The Verge va acomiadar el subdirector Chris Ziegler després que es va assabentar que treballava per a Apple des del juliol. Helen Havlak va ser ascendida al càrrec de directora editorial a mitjans del 2017. El 2017, The Verge va llançar la "Guia" per acollir ressenyes de productes tecnològics. Al maig de 2018, Verge Science va llançar un canal de YouTube, que tenia més de 638.000 subscriptors i 30 milions de visualitzacions el gener de 2019. El canal va rebre més de 5,3 milions de visualitzacions només el novembre de 2018.

## Contingut

### Podcasts
The Verge emet un podcast setmanal en directe, The Vergecast. L'episodi inaugural va ser el 4 de novembre de 2011. Incloïa un flux de vídeo dels amfitrions. El 8 de novembre de 2011 es va presentar un segon podcast setmanal. A diferència de The Vergecast, The Verge Mobile Show es va centrar principalment en els telèfons mòbils. The Verge també va llançar el podcast setmanal Ctrl-Walt-Delete, organitzat per Walt Mossberg, el setembre de 2015. El podcast The Verge What's Tech va ser nomenat entre els millors d'iTunes del 2015. El podcast Why'd You Push That Button?, llançat el 2017 i acollit per Ashley Carman i Kaitlyn Tiffany, rebre un premi Podcast a la categoria "Aquesta setmana en categoria tecnològica" el 2018.

### Contingut de vídeo

#### On The Verge
El 6 d'agost de 2011, en una entrevista amb l'empresa Edelman, el cofundador de The Verge, Marty Moe, va anunciar el llançament de The Verge Show, una sèrie de televisió web. Després del seu llançament, l'espectacle va rebre el nom de On The Verge. El primer episodi es va gravar el dilluns 14 de novembre de 2011, amb el convidat Matias Duarte. L'espectacle és un programa d’entreteniment de notícies tecnològiques i el seu format és similar al d’un programa de tertúlia a la nit, però s’emet per Internet i no per televisió. El primer episodi del programa es va publicar el 15 de novembre de 2011.
Es van emetre deu capítols d'On The Verge, amb l'episodi més recent el 10 de novembre de 2012. El 24 de maig de 2013, es va anunciar que l'espectacle tornaria sota un nou format setmanal, juntament amb un nou logotip i un tema.

#### Altres continguts de vídeo
El 8 de maig de 2013, l'editor en cap Topolsky va anunciar Verge Vídeo, un lloc web que conté el backlog de vídeo de The Verge.
Circuit Breaker, un bloc de gadgets, llançat el 2016, ha reunit prop d’un milió de seguidors de Facebook i va estrenar un espectacle en directe a Twitter a l’octubre del 2017. Els vídeos del bloc tenen una mitjana de més de 465.000 visualitzacions, i Jake Kastrenakes actua com a editor en cap a partir del 2017. També el 2016, USA Network i The Verge es van associar a Mr. Robot Digital After Show, una rèplica digital per a la sèrie de televisió Mr. Robot. Al desembre, Twitter i Vox Mitjana van anunciar una transmissió en viu de l'associació per als programes de The Verge que cobreixen el Consumer Electronics Show.
La sèrie Next Level, organitzada i produïda per Lauren Goode, es va estrenar el 2017 i va ser reconeguda en la categoria "Tecnologia" en la 47a edició dels premis Emmy de San Francisco / Califòrnia del Nord (2018). L’agost de 2017, The Verge va llançar la sèrie web Space Craft, organitzada pel reporter científic Loren Grush.

## Controvèrsia
El setembre de 2018, The Verge va publicar l'article "Com construir un PC personalitzat per a l'edició, el joc o la codificació" i va penjar un vídeo a YouTube titulat "Com vam construir un ordinador personalitzat per a jocs de 2.000 €", que va ser criticat per contenir errors en gairebé tots pas presentat pel reporter del vídeo, Stefan Etienne, incloent, entre d'altres, que: la instal·lació de la PSU en la direcció equivocada, la protecció contra de la carcassa i la afirmació que els LED són la raó principal per comprar RAM. Després de desactivar els comentaris inicialment, The Verge va eliminar el vídeo, tot i que existeixen noves càrregues.
Al febrer de 2019, els advocats de l¡empresa matriu de The Verge, Vox Media, van presentar una DMCA avís de tancament, sol·licitant la desaparició de vídeos de YouTube reproduint contingut de The Verge, basat en la infracció de drets d'autor. YouTube va retirar dos dels vídeos, penjats pels canals de YouTube BitWit i ReviewTechUSA, mentre aplicava un "toc d'atenció" de drets d'autor a aquests dos canals. YouTube va restablir els dos vídeos i va retirar els "tocs d'atenció" de drets d'autor després d'una sol·licitud de l'editor de Verge, Nilay Patel, tot i que Patel va reconèixer que estava d'acord amb l'argument legal que va conduir a la seva eliminació.
Timothy B. Lee d'Ars Technica va descriure aquesta controvèrsia com un exemple de l'efecte Streisand, dient que, tot i que la llei sobre l'ús raonable no és clara respecte a aquest tipus de situacions, "l'únic precedent legal, suggereix, és que aquest tipus de vídeo està fermament dins dels límits de la doctrina sobre l’ús raonable dels drets d’autor."